# Wiedenhof (Theisseil)
Wiedenhof ist ein Ortsteil von Theisseil im Landkreis Neustadt an der Waldnaab des bayerischen Regierungsbezirks Oberpfalz.

## Geographische Lage
Die Einöde liegt auf freier Flur 3,2 km nordwestlich von Theisseil und knapp 3 km südöstlich von Neustadt an der Waldnaab. Etwa 300 m östlich befinden sich die Quellen der der Girnitz.

## Geschichte
Der Wittelsbacher Ludwig der Strenge kaufte 1262 die Herrschaft Störnstein von Ulrich Stör und vereinigte sie mit der Herrschaft Neustadt zur Herrschaft Störnstein-Neustadt. Das Geschlecht der Störe war eine Zweiglinie der Herren von Murach, die verbunden waren mit den Ortenburgern. Dieser Kauf war ein Versuch der Wittelsbacher den Einfluss der Ortenburger in der Oberpfalz zu vermindern.
Wiedenhof (auch Wydenhoff, Widenhoff, Widenhof) wurde im Zinsregister von 1514 und in den Urbaren von 1602 und 1653 mit einem Hof und einer Mannschaft aufgeführt.
Wiedenhof gehörte zur lobkowitzischen Herrschaft Störnstein-Neustadt. Zu dieser Herrschaft gehörten die Ortschaften Haidmühle, Sauernlohe, Neustadt an der Waldnaab, Störnstein, Wiedenhof, Aich, Roschau, Görnitz, Harlesberg, Altenstadt an der Waldnaab, Mühlberg, Denkenreuth, Ernsthof, Lanz, Oberndorf, Rastenhof, Wöllershof, Botzersreuth, Kronmühle, Sankt Quirin.
Außerdem gehörte das Gebiet von Waldthurn mit 28 Dörfern und Einöden zu dieser Herrschaft.
1641 wurde Störnstein-Neustadt unter Wenzel Eusebius von Lobkowicz zur gefürsteten Grafschaft erhoben. Das Herrschaftsgebiet war in 4 Viertel geteilt: Neustädter Viertel, Altenstädter Viertel, Denkenreuther Viertel und Oberndorfer Viertel. Wiedenhof gehörte zum Neustädter Viertel.
Das Steuerbuch von 1742 nannte Wiedenhof mit einem Hof, 6 Ochsen, 4 Kühen, 2 Jungrindern, 1 Mutterschwein, 2 Frischlingen, 1 Ziege, 2 Bienenvölker. Wiedenhof war mit der niederen Gerichtsbarkeit, den Diensten, Abgaben und Steuern zum Oberamt Neustadt grundbar. Die Obrigkeit mit höherer Gerichtsbarkeit und Mannschaft war lobkowitzisch.
1807 verkaufte Fürst Franz Josef von Lobkowitz Herzog zu Raudnitz die gefürsteten Grafschaft Störnstein-Neustadt an die Krone Bayern.
Wiedenhof gehörte zur Gemeinde Roschau. Roschau war Steuerdistrikt und unmittelbare Landgemeinde, gebildet durch das Gemeindeedikt 1808.
Im Zuge der Gebietsreform in Bayern wurde Roschau zusammen mit Edeldorf und Letzau 1972 zur neu gebildeten Gemeinde Theisseil zusammengelegt.

### Einwohnerentwicklung in Wiedenhof ab 1817
| Jahr | Einwohner | Gebäude |
| ---- | --------- | ------- |
| 1817 | 9         | 1       |
| 1838 | 9         | 1       |
| 1871 | 7         | 4       |
| 1885 | 7         | 2       |
| 1900 | 10        | 2       |
| 1913 | 8         | 1       |

| Jahr | Einwohner | Gebäude |
| ---- | --------- | ------- |
| 1925 | 8         | 2       |
| 1950 | 14        | 2       |
| 1961 | 7         | 1       |
| 1970 | 6         | k. A.   |
| 1987 | 9         | 1       |
| 2011 | 5         | k. A.   |